# Miguel Bardem
Miguel Bardem (* 1964 in Madrid) ist ein spanischer Filmregisseur und Drehbuchautor.

## Leben
Miguel Bardem stammt aus einer bekannten spanischen Schauspielerfamilie. Sein Vater war der Regisseur Juan Antonio Bardem, seine Tante war die Schauspielerin Pilar Bardem. Deren Kinder Javier, Mónica und Carlos sind ebenfalls im Filmgeschäft tätig.
Wie auch sein Vater wählte Miguel Bardem den Beruf des Regisseurs, daneben ist er auch als Drehbuchautor und Schauspieler tätig.
In seinen Filmen setzt er häufig Mitglieder seiner Familie ein. So übernahmen in seinem Regiedebüt La madre unter anderem seine Tante Pilar Bardem und sein Cousin Javier Bardem die Hauptrollen. Sein Erstlingswerk wurde mit dem Goya als Bester fiktionaler Kurzfilm ausgezeichnet.
Nach diesem Kurzfilm drehte er 1996 gemeinsam mit Alfonso Albacete seinen ersten Spielfilm. In Más que amor, frenesí spielen unter anderem Nancho Novo, Cayetana Guillén Cuervo, Ingrid Rubio. Carlos Bardem, der jüngste Cousin von Miguel Bardem gab unter dessen Regie sein Schauspieldebüt. Der Stil des Filmes erinnert laut einer Rezension der New York Times an Werke von Pedro Almodóvar. Más que amor, frenesí brachte Miguel Bardem eine Nominierung für den Goya als Bester Nachwuchsregisseur. Für seine nächste Regiearbeit La mujer más fea del mundo konnte Bardem unter anderem Elia Galera, Roberto Álvare und Héctor Alterio als Darsteller gewinnen. Die Komödie zeigt mit viel schwarzem Humor wie die Mordfälle an mehreren Schönheitsköniginnen kurz vor einer Miss-Wahl aufgeklärt werden. Der Film wurde mit dem Preis des Puchon International Film Festival ausgezeichnet.
2003 übernahm Bardem für den von Canal Plus produzierten Dokumentarfilm Ninas de Hojalata. Der Film verfolgt das Leben minderjähriger Mädchen in Nepal, die jedes Jahr zu tausenden nach Indien geschickt werden und dort zur Prostitution gezwungen werden.
Mit Incautos brachte Miguel Bardem 2004 erneut eine Komödie auf die Leinwand. In den Hauptrollen standen Ernesto Alterio, Victoria Abril und Federico Luppi für ihn vor der Kamera.
Zum 50-jährigen Jubiläum der Comic-Helden Clever & Smart wurde Bardem für eine Realverfilmung beauftragt. Der Film kam 2008 unter dem Titel „Mortadelo y Filemón. Misión: Salvar la Tierra“ (Clever & Smart – Mission: Rettung der Welt) in die Kinos. Die Rollen in dem Agentenfilm übernahmen Alex O’Dogherty, Secun de la Rosa und Edu Soto.

## Filmografie
- 1995: La madre
- 1996: Not Love Just Frenzy (Más que amor, frenesí)
- 1999: The Ugliest Woman in the World La mujer más fea del mundo
- 2001: Night Of Kings (Noche de reyes)
- 2003: Tin Girls (Niñas de Hojalata)
- 2004: Swindled (Incautos)
- 2008: Clever & Smart – Mission: Rettung der Welt (Mortadelo y Filemón: Misión: salvar la Tierra)

## Auszeichnungen
- 1996: Auszeichnung mit dem Goya in der Kategorie Bester fiktionaler Kurzfilm für „La madre“
- 1997: Nominierung für den Goya als Bester Nachwuchsregisseur für „Más que amor, frenesí“
- 2000: Nominierung für den Goya als Bester Nachwuchsregisseur für „La mujer más fea del mundo“
- 2000: Auszeichnung mit dem Preis des Puchon International Film Festival für „La mujer más fea del mundo“[6]